# Novela de teléfono celular
Una novela de teléfono celular (en japonés: Keitai Shōsetsu (携帯小説?); en chino tradicional: 手机小说, Shouji xiǎoshuō) es una obra literaria originalmente escrita en un teléfono celular a través de mensajes de texto. Este tipo de literatura se originó en Japón, donde se ha convertido en un popular género literario. Sin embargo, su popularidad se ha extendido a otros países a nivel internacional, tales como China, Estados Unidos, Alemania y Sudáfrica. Los capítulos suelen consistir en unas 70 a 100 palabras cada uno, debido a limitaciones de caracteres en los teléfonos celulares.
Las novelas de teléfono celular comenzaron principalmente leídas y escritas por mujeres jóvenes sobre temas como ficción o romance. Sin embargo, las novelas están ganando popularidad en todo el mundo sobre temas más amplios. En vez de aparecer en forma impresa, se suelen enviar directamente al lector a través de mensajes de texto, capítulo por capítulo. Las identidades de los autores de las cell Phineas novels japonesas  son raramente revelados ya que suelen usar seudónimos.
Estas novelas se descargan en plazos cortos y se ejecutan en teléfonos móviles en aplicaciones Java. Suelen aparecer en tres formatos diferentes: WMLD, Java y TXT. Maho i-Land es el mayor sitio de novelas de teléfono celular que lleva más de un millón de títulos, principalmente disponibles de forma gratuita. Maho i-land proporciona plantillas para blogs y páginas web. Es visitado 3500 millones de veces por mes. En 2007, 98 novelas de teléfonos celulares fueron publicados en papel. Love Sky o Koizora es una novela muy popular con aproximadamente 12 millones de visitas en línea, escrito por "Mika ", no sólo se publicó en papel sino que también se convirtió en un manga y en una película en imagen real. Cinco de las diez mejores novelas más vendidas en Japón en 2007 fueron originalmente cell phone novels.